# Чипурная Дедовица
Чипурная Дедовица (в водном реестре ошибочно Чипурная Ледовица)— река в России, протекает в Кичменгско-Городецком районе Вологодской области. Устье реки находится в 0,4 км по левому берегу реки Дедовица. Длина реки составляет 10 км.
Исток реки находится на Северных Увалах в 7 км к югу от нежилой деревни Каксур. Генеральное направление течения в верховьях — юго-запад, в низовьях — северо-запад. Приток — Щокинок (правый). Всё течение проходит по ненаселённому холмистому лесному массиву.

## Данные водного реестра
По данным государственного водного реестра России и геоинформационной системы водохозяйственного районирования территории РФ, подготовленной Федеральным агентством водных ресурсов:
- Бассейновый округ — Двинско-Печорский;
- Речной бассейн — Северная Двина;
- Речной подбассейн — Малая Северная Двина;
- Водохозяйственный участок — Юг;
- Код водного объекта — 03020100212103000010644.